# Amtsgericht Greene

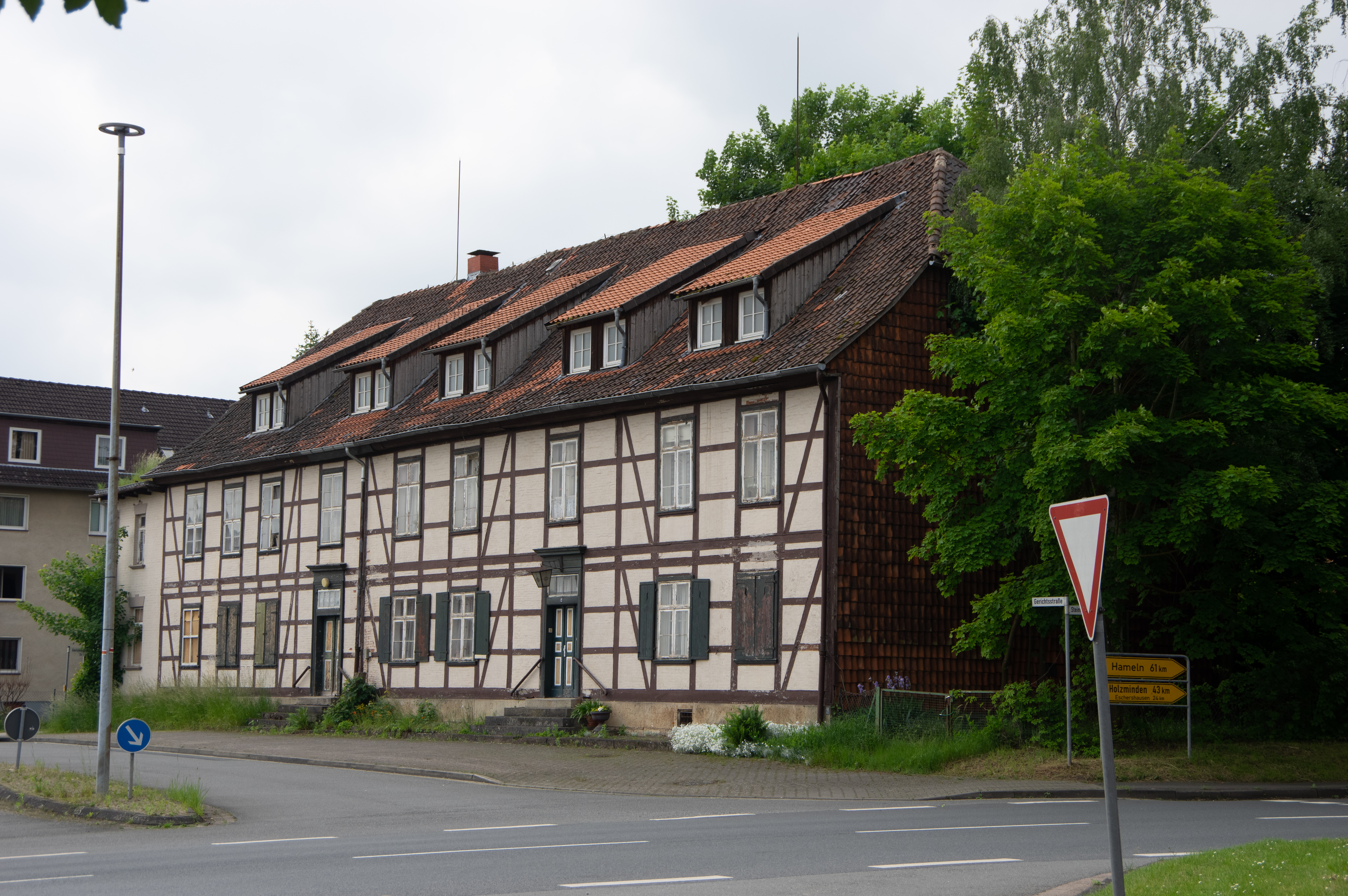
Amtsgerichtsgebäude Greene

Das Amtsgericht Greene war ein deutsches Amtsgericht mit Sitz in Greene.

## Geschichte

### Von der Märzrevolution bis zu den Reichsjustizgesetzen
Im Herzogtum Braunschweig waren die Ämter gleichzeitig Verwaltungsbehörde als auch Eingangsgericht. In Greene bestand das Amt Greene. Im Rahmen der Märzrevolution wurde 1848 auch die Trennung der Rechtsprechung von der Verwaltung gefordert. Diese wurde mit dem Gesetz, die Gerichtsverfassung betreffend vom 21. August 1849 umgesetzt. Die Kreise waren nun reine Verwaltungsorgane, die Gerichtsfunktion wurde zum 1. Juli 1850 speziellen Gerichten übertragen. An der Spitze stand das Obergericht Braunschweig, darunter bestand ein Kreisgericht in jedem Kreis und die Eingangsgerichte wurden als Stadt- bzw. Amtsgericht bezeichnet. Für den Landkreis Gandersheim entstand so das Kreisgericht Gandersheim und darunter das Amtsgericht Greene als eines von 22 Amtsgerichten des Herzogtums. Der Sprengel des Amtsgerichts umfasste 1863 einen Flecken und 16 Dörfer mit 9169 Einwohnern.

### Ab 1879
Im Rahmen der Reichsjustizgesetze wurden reichsweit einheitlich Oberlandes-, Land- und Amtsgerichte gebildet. Im Herzogtum Braunschweig entstand so das Oberlandesgericht Braunschweig und die Landgerichte Braunschweig und Holzminden. Das Amtsgericht Greene blieb bestehen und war nun eines der acht Amtsgerichte, die dem Landgericht Holzminden zugeordnet waren. Am Gericht bestand 1880 eine Richterstelle. Das Amtsgericht war damit ein kleines Amtsgericht im Landgerichtsbezirk.
Das Landgericht Braunschweig wurde 1890 mit dem Landgericht Holzminden vereinigt, das sich wegen seiner schwachen Auslastung als unwirtschaftlich erwies. Damit wurde das Landgericht Braunschweig das einzige Landgericht im Oberlandesgerichtsbezirk Braunschweig, es war in dieser Zeit für 24 Amtsgerichte, darunter dem Amtsgericht Greene, zuständig.
1967 wurde das Amtsgericht Greene aufgehoben. Seinen Sprengel übernahm das Amtsgericht Bad Gandersheim.

## Amtsgerichtsgebäude
Das Amtsgericht mit einer Scheune / Stall und einem Parkgelände befindet sich südlich des Amtshofes. Das Amtsgericht ist ein zweigeschossiger, traufständiger Fachwerkbau mit einem Halbkruppelwalmdach. Erbaut wurde das Gebäude im Jahre 1800, 1847 wurde es um vier Achsen erweitert. Es steht unter Denkmalschutz.

## Richter
- Walter Knop (1933)